# Livius Andronicus
Livius Andronicus (más formában Livius Andronikosz), Lucius (I. e. 3. század dereka – i. e. 200?) görög származású, latinul író római epikus, grammatikus, költő, műfordító. Sokáig az első név szerint ismert latin nyelven alkotó költőként (antik források, például Varro nyomán az ókorban a római irodalom alapítójaként) tartottak számon.
Az Odüsszeia fordítását végezte (ez Odussia címen ismert), azonkívül görög komédiákat dolgozott át latin nyelvre, amelyek általában sikert arattak. Ezen kívül számos klasszikus tragédiát és komédiát feldolgozott, amelyeket Róma színházaiban nagy népszerűség mellett játszottak (sőt ezekben szerepelt is színészként).

## Élete
Görög földön való születésének pontos helye és időpontja ma már ismeretlen. Neve azt mutatja, hogy felszabadított rabszolga volt.
Rómába kerülése dátumáról, esetleges tarentumi származásának, és gazdájának, Marcus Livius Salinatornak köszönhető felszabadításának részleteiről csupán feltételezéseink vannak. Ezek szerint a tarentumi háború (Kr. e. 280 – 272) időszakában fiatalon került a dél-itáliai görög Tarentum városából Rómába, hadifogoly-rabszolgaként a fent említett Livius tulajdonába, aki felszabadította. A kor szokásainak megfelelően Andronikosz, mint Livius szabadosa, felvette praenomenként ura nevét.
Rómában Suetonius szerint grammatikusként görög és latin nyelvet tanított, majd oktatási célból elsőként fordította le az Odüsszeiát. Munkája egészen a köztársaság-kor végéig tankönyv maradt.
Első drámáit a Ludi Romani alkalmával mutatta be, Kr. e. 240-ben. Kr. e. 207-ben egy engesztelő szertartás keretében költeményt írt Juno Regina tiszteletére fiatal lányok kórusára, ennek sikere nyomán megkapta az aventinusi Minerva-templom használatának jogát.

## Szépirodalmi munkássága
A Varro nyomán elterjedt közkeletű vélemény szerint ő volt a római irodalom megalapítója, valójában csupán az első pontosabban körvonalazható egyéniség, akit Appius Claudius Caecus és mások előztek meg. Jelentőségét növeli, hogy mindhárom műnemben – próza, vers és kardal – alkotott, s valószínűleg irodalmi jellegű tevékenységből élt. A Kr. e. 207-ben írott kardalából semmi sem maradt ránk, a történetíró Livius, aki művében említést tesz róla, egyetlen részt sem idéz belőle. Drámáiról és Odüsszeia-fordítói munkájáról szegényes töredékei alapján alkothatunk képet magunknak.
Tragédiákat és komédiákat egyaránt írt: feldolgozta Naevius néhány témáját („Danae”, „Equos Troianus”, A trójai faló). Tragédiái közül a trójai mondakörhöz tartozik az „Achilles”, „Aegisthus”, „Aias mastigophorus”, „Hermiona”, „Teucer”. A Tereus-mondához a „Tereus”. Egy komédia címe biztos: „Gladiolus” (Kardocska), ebben a hetvenkedő katona alakja szerepelhetett, bizonytalan a „Ludius” cím.
Tragédiáinak anyagát Aiszkhülosztól és Szophoklésztől vette. Legmaradandóbb irodalmi teljesítményének a homéroszi Odüsszeia latinra fordítását tarthatjuk. Jelentősége elsősorban az, hogy ő volt a műfordítás művészetének egyik megalapítója.